# Tondanichthys
Tondanichthys is een monotypisch geslacht van straalvinnige vissen uit de familie van de Hemiramphidae (Halfsnavelbekken).

## Soorten
- Tondanichthys kottelati Collette, 1995